# Caucasocyphoniscus cavaticus
Caucasocyphoniscus cavaticus is een pissebed uit de familie Trichoniscidae. De wetenschappelijke naam van de soort is voor het eerst geldig gepubliceerd in 1948 door Borutzkii.